# Дружини українських націоналістів

Значок ДУН

Дружини українських націоналістів — українські військові формування, створені під час Другої світової війни організацією українських націоналістів. Складалися з двох батальйонів — «Нахтіґаль» та «Роланд» загальною кількістю 800 осіб.

## Створення
У лютому 1941 року, на зустрічі Степана Бандери з німецьким командуванням було досягнуто домовленості про вишкіл восьмисот осіб. ОУН мала на меті надалі створити з цих вояків ядро української армії. Ніяких письмових угод з приводу вишколу солдатів між ОУН та Німеччиною укладено не було. Було утворено дві частини: спеціальний загін «Нахтіґаль» та організація «Роланд». Саме під такими назвами фігурували дані військові підрозділи у документах Третього Райху. У документах ОУН підрозділам було надано назву «Дружини українських націоналістів» (ДУН). Основним завданням підрозділів було роззброєння частин Червоної Армії та охорону ешелонів із боєприпасами під час здійснення плану «Барбаросса». Від українців командувачем підрозділів був Роман Шухевич.

## Відомі старшини та вояки

### Нахтігаль
- Василяшко Василь-«Перемога» — майбутній командир куреня «Галайда» і 12-го (Сокальського) Тактичного відтинку «Климів».
- Ковальський Юліан — майбутній сотник УПА (посмертно). Перший начальник штабу УПА на Волині.
- Олекса Луцький — організатор і командир Української Народної Самооборони та УПА-Захід.
- Мельник-«Хмара» Петро — майбутній командир куреня «Дзвони» і ТВ-21 «Гуцульщина».
- Москалюк Михайло-«Спартан» — один з останніх керівників Української Повстанської Армії, командир сотні УПА імені Михайла Колодзінського.
- Семак Матвій — майбутній організатор та перший командир сотні УПА «Рисі».
- Сидор-Шелест Василь — майбутній полковник УПА, командир оперативної групи УПА-Захід.
- Федик Богдан-«Крук» — майбутній курінний Бережанського куреня, а згодом відділу «Лісовики», командир 18-го (Чортківського) ТВ «Стрипа».
- Харків Віктор-«Хмара» — майбутній командир ВО-1 «Башта».
- Шухевич Роман-«Чупринка» — майбутній Головнокомандувач УПА.

### Роланд
- Андрусяк Василь — командир сотні УНС «Змії» (листопад 1943), курінний куреня «Скажені» (початок 1944), керівник бою на горі Лопата з німцями (9 липня 1944), командир Станіславського ТВ-22 «Чорний ліс» (25.04.1945 — †24.02.1946), полковник УПА (посмертно).
- Побігущий Євген — майбутній полковник УНА, командир полку в 14-й гренадерській дивізії Ваффен СС «Галичина».
- Трохимчук Степан Клементійович — майбутній сотенний УПА, командир куреня (02.1944 — 04.1944). .

### Підрозділ невідомо
- Грицина Михайло — майбутній командир ТВ-11 «Пліснисько».